# مارگارت درابل
مارگارت درابل (انگلیسی: Margaret Drabble؛ زادهٔ ۵ ژوئن ۱۹۳۹) رمان‌نویس اهل بریتانیا است. وی همچنین برندهٔ جوایزی همچون جایزه یادبود جیمز تیت بلاک شده‌است.
وی خواهر انتونیا سوزان بایِت، رمان‌نویس و منتقد ادبی اهل بریتانیا برندهٔ جایزهٔ «بوکر» است. با اینکه رابطه‌ی این دو دیگر نزدیک نیست، بایِت در مصاحبه‌ای بیان کرد که این تنش فقط «یک رقابت بین دو خواهر است.»